# Hockey World League 2016-17 (mannen), halve finale
De halve finale van de Hockey World League 2016-17 (mannen) werd gehouden in juni en juli 2017. De twintig deelnemende landen streden in twee toernooien om zeven plaatsen in de  finale van de Hockey World League en om tien of elf plaatsen op het wereldkampioenschap van 2018. Als gastland was India reeds geplaatst voor de finale van de Hockey World League.

## Kwalificatie
De elf landen die op de wereldranglijst van maart 2015  op de posities 1 tot en met 11 stonden, waren direct voor de halve finale gekwalificeerd. Dat gold ook voor Zuid-Afrika dat gastheer was van een van de twee toernooien. De overige acht landen kwalificeerden zich via de tweede ronde. In de tabel staat tussen haakjes de positie op de wereldranglijst direct voorafgaand aan het toernooi.
| Data                    | Evenement                                 | Locatie                       | Quota | Gekwalificeerd |
| ----------------------- | ----------------------------------------- | ----------------------------- | ----- | --- |
|                         | Nummer 1 t/m 11 op de FIH-wereldranglijst |                               | 11    | Australië (2) Nederland (4) Duitsland (3) België (5) Engeland (7) Argentinië (1) Nieuw-Zeeland (8) Zuid-Korea (12) India (6) Pakistan (13) Spanje (10) |
|                         | Gastland                                  |                               | 1     | Zuid-Afrika (15) |
| 4-12 maart 2017         | Hockey World League, ronde 2              | Bangladesh, Dhaka             | 2     | Maleisië (14) China (18) |
| 11-19 maart 2017        | Hockey World League, ronde 2              | Ierland, Belfast              | 2     | Ierland (9) Frankrijk (17) |
| 25 maart - 2 april 2017 | Hockey World League, ronde 2              | Trinidad en Tobago, Tacarigua | 2     | Japan (16) Canada (11) |
| 2 april 2017            | Hockey World League, ronde 2              | twee beste nummers drie       | 2     | Egypte (19) Schotland (23) |
| Totaal                  | Totaal                                    | Totaal                        | 20    | |

## Indeling en opzet
De twintig geplaatste landen worden verdeeld in twee groepen, op basis van hun sterkte volgens de wereldranglijst. Voor de landen die aan de eerste en/of tweede ronde deelnamen was dit de ranglijst van maart 2015, voor de overige twaalf landen was dit de wereldranglijst na afloop van de Olympische Spelen van 2016. In de ene groep kwamen de landen  1, 4, 5, 8, 9, 12, 13, 16, 17 en 20. In de andere groep de landen 2, 3, 6, 7, 10, 11, 14, 15, 18 en 19. Land 1 is het land met de hoogste notering op de wereldranglijst, land 2 is het land met de op een na hoogste notering op de wereldranglijst, enz. Omdat beide  gastlanden Engeland (7) en Zuid-Afrika (15) in dezelfde groep zouden terechtkomen verwisselde Zuid-Afrika de positie met het 16e land, conform de FIH-reglementen.
Per toernooi worden de landen, opnieuw op basis van de positie op de wereldranglijst in twee groepen van vijf ingedeeld. In elke groep spelen de landen een halve competitie. De beste nummers vier van elke groep gaan door naar de kwartfinale.

## Londen
In het Engelse Londen werd gespeeld van 15 tot en met 25 juni 2017.
Alle tijden zijn lokale tijden

### Eerste ronde
Groep A
| Team       | GS | W | G | V | DV | DT | DS  | Ptn |
| ---------- | -- | - | - | - | -- | -- | --- | --- |
| Argentinië | 4  | 3 | 1 | 0 | 20 | 6  | +14 | 10  |
| Engeland   | 4  | 3 | 1 | 0 | 19 | 8  | +11 | 10  |
| Maleisië   | 4  | 2 | 0 | 2 | 11 | 13 | -2  | 6   |
| China      | 4  | 1 | 0 | 3 | 6  | 19 | -13 | 3   |
| Zuid-Korea | 4  | 0 | 0 | 4 | 5  | 15 | -10 | 0   |

| 15 juni 2017 12:00 |           |            |                                                          |
| Zuid-Korea         | 1–2       | Argentinië | Scheidsrechters: David Tomlinson (NZL) Paul Walker (ENG) |
|                    | (verslag) |            | Scheidsrechters: David Tomlinson (NZL) Paul Walker (ENG) |

| 15 juni 2017 20:00 |           |       |                                                         |
| Engeland           | 2–0       | China | Scheidsrechters: Ayden Shrives (RSA) Andrés Ortiz (ESP) |
|                    | (verslag) |       | Scheidsrechters: Ayden Shrives (RSA) Andrés Ortiz (ESP) |

| 16 juni 2017 20:00 |           |          |                                                         |
| Argentinië         | 5–2       | Maleisië | Scheidsrechters: Ayden Shrives (RSA) Simon Taylor (NZL) |
|                    | (verslag) |          | Scheidsrechters: Ayden Shrives (RSA) Simon Taylor (NZL) |

| 17 juni 2017 12:00 |           |            |                                                          |
| China              | 5–2       | Zuid-Korea | Scheidsrechters: Coen van Bunge (NED) Andrés Ortiz (ESP) |
|                    | (verslag) |            | Scheidsrechters: Coen van Bunge (NED) Andrés Ortiz (ESP) |

| 17 juni 2017 16:00 |           |          |                                                               |
| Engeland           | 7–3       | Maleisië | Scheidsrechters: Gregory Uyttenhove (BEL) Lim Hong Zhen (SIN) |
|                    | (verslag) |          | Scheidsrechters: Gregory Uyttenhove (BEL) Lim Hong Zhen (SIN) |

| 18 juni 2017 16:00 |           |            |                                                             |
| Engeland           | 3–3       | Argentinië | Scheidsrechters: David Tomlinson (NZL) Coen van Bunge (NED) |
|                    | (verslag) |            | Scheidsrechters: David Tomlinson (NZL) Coen van Bunge (NED) |

| 19 juni 2017 18:00 |           |          |                                                         |
| Zuid-Korea         | 0–1       | Maleisië | Scheidsrechters: You Suolong (CHN) Coen van Bunge (NED) |
|                    | (verslag) |          | Scheidsrechters: You Suolong (CHN) Coen van Bunge (NED) |

| 19 juni 2017 20:00 |           |       |                                                    |
| Argentinië         | 10–0      | China | Scheidsrechters: Simon Taylor (NZL) Eric Koh (MAS) |
|                    | (verslag) |       | Scheidsrechters: Simon Taylor (NZL) Eric Koh (MAS) |

| 20 juni 2017 18:00 |           |          |                                                         |
| China              | 1–5       | Maleisië | Scheidsrechters: Lim Hong Zhen (SIN) Andrés Ortiz (ESP) |
|                    | (verslag) |          | Scheidsrechters: Lim Hong Zhen (SIN) Andrés Ortiz (ESP) |

| 20 juni 2017 20:00 |           |            |                                                      |
| Engeland           | 7–2       | Zuid-Korea | Scheidsrechters: Eric Koh (MAS) Coen van Bunge (NED) |
|                    | (verslag) |            | Scheidsrechters: Eric Koh (MAS) Coen van Bunge (NED) |

Groep B
| Team      | GS | W | G | V | DV | DT | DS  | Ptn |
| --------- | -- | - | - | - | -- | -- | --- | --- |
| Nederland | 4  | 4 | 0 | 0 | 13 | 2  | +11 | 12  |
| India     | 4  | 3 | 0 | 1 | 15 | 5  | +10 | 9   |
| Canada    | 4  | 1 | 1 | 2 | 8  | 7  | +1  | 4   |
| Pakistan  | 4  | 1 | 0 | 3 | 4  | 18 | -14 | 3   |
| Schotland | 4  | 0 | 1 | 3 | 3  | 11 | -8  | 1   |

| 15 juni 2017 14:00 |           |           |                                                           |
| India              | 4–1       | Schotland | Scheidsrechters: Coen van Bunge (NED) Lim Hong Zhen (SIN) |
|                    | (verslag) |           | Scheidsrechters: Coen van Bunge (NED) Lim Hong Zhen (SIN) |

| 15 juni 2017 18:00 |           |          |                                                          |
| Nederland          | 4–0       | Pakistan | Scheidsrechters: Gregory Uyttenhove (BEL) Eric Koh (MAS) |
|                    | (verslag) |          | Scheidsrechters: Gregory Uyttenhove (BEL) Eric Koh (MAS) |

| 16 juni 2017 18:00 |           |        |                                                        |
| Pakistan           | 0–6       | Canada | Scheidsrechters: Lim Hong Zhen (SIN) You Suolong (CHN) |
|                    | (verslag) |        | Scheidsrechters: Lim Hong Zhen (SIN) You Suolong (CHN) |

| 17 juni 2017 14:00 |           |       |                                                          |
| Canada             | 0–3       | India | Scheidsrechters: David Tomlinson (NZL) Paul Walker (ENG) |
|                    | (verslag) |       | Scheidsrechters: David Tomlinson (NZL) Paul Walker (ENG) |

| 17 juni 2017 18:00 |           |           |                                                   |
| Schotland          | 0–3       | Nederland | Scheidsrechters: Eric Koh (MAS) You Suolong (CHN) |
|                    | (verslag) |           | Scheidsrechters: Eric Koh (MAS) You Suolong (CHN) |

| 18 juni 2017 14:00 |           |       |                                                         |
| Pakistan           | 1–7       | India | Scheidsrechters: Simon Taylor (NZL) Lim Hong Zhen (SIN) |
|                    | (verslag) |       | Scheidsrechters: Simon Taylor (NZL) Lim Hong Zhen (SIN) |

| 19 juni 2017 12:00 |           |          |                                                           |
| Schotland          | 1–3       | Pakistan | Scheidsrechters: Andrés Ortiz (ESP) David Tomlinson (NZL) |
|                    | (verslag) |          | Scheidsrechters: Andrés Ortiz (ESP) David Tomlinson (NZL) |

| 19 juni 2017 14:00 |           |        |                                                             |
| Nederland          | 3–1       | Canada | Scheidsrechters: Paul Walker (ENG) Gregory Uyttenhove (BEL) |
|                    | (verslag) |        | Scheidsrechters: Paul Walker (ENG) Gregory Uyttenhove (BEL) |

| 20 juni 2017 12:00 |           |        |                                                             |
| Schotland          | 1–1       | Canada | Scheidsrechters: Gregory Uyttenhove (BEL) You Suolong (CHN) |
|                    | (verslag) |        | Scheidsrechters: Gregory Uyttenhove (BEL) You Suolong (CHN) |

| 20 juni 2017 14:00 |           |           |                                                          |
| India              | 1–3       | Nederland | Scheidsrechters: David Tomlinson (NZL) Paul Walker (ENG) |
|                    | (verslag) |           | Scheidsrechters: David Tomlinson (NZL) Paul Walker (ENG) |

### Kwartfinales
| 22 juni 2017 13:15 |           |          |                                                      |
| Argentinië         | 3–1       | Pakistan | Scheidsrechters: Coen van Bunge (NED) Eric Koh (MAS) |
|                    | (verslag) |          | Scheidsrechters: Coen van Bunge (NED) Eric Koh (MAS) |

| 22 juni 2017 15:30 |           |          |                                                           |
| India              | 2–3       | Maleisië | Scheidsrechters: David Tomlinson (NZL) Andrés Ortiz (ESP) |
|                    | (verslag) |          | Scheidsrechters: David Tomlinson (NZL) Andrés Ortiz (ESP) |

| 22 juni 2017 17:45 |           |       |                                                        |
| Nederland          | 7–0       | China | Scheidsrechters: Paul Walker (ENG) Lim Hong Zhen (SIN) |
|                    | (verslag) |       | Scheidsrechters: Paul Walker (ENG) Lim Hong Zhen (SIN) |

| 22 juni 2017 20:00 |           |        |                                                              |
| Engeland           | 4–2       | Canada | Scheidsrechters: Simon Taylor (NZL) Gregory Uyttenhove (BEL) |
|                    | (verslag) |        | Scheidsrechters: Simon Taylor (NZL) Gregory Uyttenhove (BEL) |

### Kruisingswedstrijden
Om plaatsen 5-8
| 24 juni 2017 09:30 |           |       |                                                         |
| Canada             | 7–3       | China | Scheidsrechters: Coen van Bunge (NED) Paul Walker (ENG) |
|                    | (verslag) |       | Scheidsrechters: Coen van Bunge (NED) Paul Walker (ENG) |

| 24 juni 2017 11:45 |           |       |                                                    |
| Pakistan           | 1–6       | India | Scheidsrechters: Eric Koh (MAS) Simon Taylor (NZL) |
|                    | (verslag) |       | Scheidsrechters: Eric Koh (MAS) Simon Taylor (NZL) |

Halve finales
| 24 juni 2017 14:00 |           |          |                                                              |
| Argentinië         | 2–1       | Maleisië | Scheidsrechters: Gregory Uyttenhove (BEL) Andrés Ortiz (ESP) |
|                    | (verslag) |          | Scheidsrechters: Gregory Uyttenhove (BEL) Andrés Ortiz (ESP) |

| 24 juni 2017 16:15 |           |           |                                                            |
| Engeland           | 0–2       | Nederland | Scheidsrechters: David Tomlinson (NZL) Lim Hong Zhen (SIN) |
|                    | (verslag) |           | Scheidsrechters: David Tomlinson (NZL) Lim Hong Zhen (SIN) |

### Plaatsingswedstrijden
Om de 9e/10e plaats
| 22 juni 2017 11:00 |           |           |                                                       |
| Zuid-Korea         | 6–3       | Schotland | Scheidsrechters: Simon Taylor (NZL) You Suolong (CHN) |
|                    | (verslag) |           | Scheidsrechters: Simon Taylor (NZL) You Suolong (CHN) |

Om de 7e/8e plaats
| 25 juni 2017 09:30 |           |       |                                                       |
| Pakistan           | 3–1       | China | Scheidsrechters: Paul Walker (ENG) Andrés Ortiz (ESP) |
|                    | (verslag) |       | Scheidsrechters: Paul Walker (ENG) Andrés Ortiz (ESP) |

Om de 5e/6e plaats
| 25 juni 2017 11:45 |           |        |                                                         |
| India              | 2–3       | Canada | Scheidsrechters: You Suolong (CHN) Coen van Bunge (NED) |
|                    | (verslag) |        | Scheidsrechters: You Suolong (CHN) Coen van Bunge (NED) |

Om de 3e/4e plaats
| 25 juni 2017 14:00 |           |          |                                                            |
| Maleisië           | 1–4       | Engeland | Scheidsrechters: David Tomlinson (NZL) Lim Hong Zhen (SIN) |
|                    | (verslag) |          | Scheidsrechters: David Tomlinson (NZL) Lim Hong Zhen (SIN) |

Finale
| 25 juni 2017 16:15 |           |           |                                                    |
| Argentinië         | 1–6       | Nederland | Scheidsrechters: Simon Taylor (NZL) Eric Koh (MAS) |
|                    | (verslag) |           | Scheidsrechters: Simon Taylor (NZL) Eric Koh (MAS) |

## Johannesburg
In het Zuid-Afrikaanse Johannesburg werd gespeeld van 8 tot en met 23 juli 2017.
Alle tijden zijn lokale tijden

### Eerste ronde
Groep A
| Team          | GS | W | G | V | DV | DT | DS  | Ptn |
| ------------- | -- | - | - | - | -- | -- | --- | --- |
| Australië     | 4  | 4 | 0 | 0 | 14 | 5  | +9  | 12  |
| Spanje        | 4  | 3 | 0 | 1 | 8  | 6  | +2  | 9   |
| Nieuw-Zeeland | 4  | 1 | 1 | 2 | 10 | 10 | 0   | 4   |
| Frankrijk     | 4  | 1 | 1 | 2 | 9  | 9  | 0   | 3   |
| Japan         | 4  | 0 | 0 | 4 | 5  | 16 | -11 | 0   |

| 9 juli 2017 12:00 |           |           |                                                        |
| Nieuw-Zeeland     | 3–3       | Frankrijk | Scheidsrechters: John Wright (RSA) Grant Hundley (USA) |
|                   | (verslag) |           | Scheidsrechters: John Wright (RSA) Grant Hundley (USA) |

| 9 juli 2017 14:00 |           |       |                                                             |
| Spanje            | 2–1       | Japan | Scheidsrechters: Sebastien Duterme (BEL) Raghu Prasad (IND) |
|                   | (verslag) |       | Scheidsrechters: Sebastien Duterme (BEL) Raghu Prasad (IND) |

| 11 juli 2017 14:00 |           |           |                                                          |
| Australië          | 3–2       | Frankrijk | Scheidsrechters: Dave Dowdall (ENG) Gabriel Labate (ARG) |
|                    | (verslag) |           | Scheidsrechters: Dave Dowdall (ENG) Gabriel Labate (ARG) |

| 11 juli 2017 16:00 |           |       |                                                         |
| Nieuw-Zeeland      | 3–1       | Japan | Scheidsrechters: Haider Rasool (PAK) Peter Wright (RSA) |
|                    | (verslag) |       | Scheidsrechters: Haider Rasool (PAK) Peter Wright (RSA) |

| 13 juli 2017 14:00 |           |           |                                                        |
| Japan              | 1–4       | Frankrijk | Scheidsrechters: John Wright (RSA) Roel van Eert (NED) |
|                    | (verslag) |           | Scheidsrechters: John Wright (RSA) Roel van Eert (NED) |

| 13 juli 2017 16:00 |           |           |                                                              |
| Spanje             | 0–2       | Australië | Scheidsrechters: Gareth Greenfield (NZL) Grant Hundley (USA) |
|                    | (verslag) |           | Scheidsrechters: Gareth Greenfield (NZL) Grant Hundley (USA) |

| 15 juli 2017 12:00 |           |        |                                                        |
| Frankrijk          | 0–2       | Spanje | Scheidsrechters: Peter Wright (RSA) Dave Dowdall (ENG) |
|                    | (verslag) |        | Scheidsrechters: Peter Wright (RSA) Dave Dowdall (ENG) |

| 15 juli 2017 14:00 |           |           |                                                              |
| Nieuw-Zeeland      | 1–2       | Australië | Scheidsrechters: Sebastian Duterme (BEL) Haider Rasool (PAK) |
|                    | (verslag) |           | Scheidsrechters: Sebastian Duterme (BEL) Haider Rasool (PAK) |

| 17 juli 2017 12:00 |           |       |                                                             |
| Australië          | 7–2       | Japan | Scheidsrechters: Gareth Greenfield (NZL) Raghu Prasad (IND) |
|                    | (verslag) |       | Scheidsrechters: Gareth Greenfield (NZL) Raghu Prasad (IND) |

| 17 juli 2017 14:00 |           |               |                                                        |
| Spanje             | 4–3       | Nieuw-Zeeland | Scheidsrechters: John Wright (RSA) Grant Hundley (USA) |
|                    | (verslag) |               | Scheidsrechters: John Wright (RSA) Grant Hundley (USA) |

Groep B
| Team        | GS | W | G | V | DV | DT | DS  | Ptn |
| ----------- | -- | - | - | - | -- | -- | --- | --- |
| Duitsland   | 4  | 4 | 0 | 0 | 14 | 5  | +9  | 12  |
| België      | 4  | 3 | 0 | 1 | 27 | 6  | +21 | 9   |
| Ierland     | 4  | 2 | 0 | 2 | 6  | 9  | -3  | 6   |
| Egypte      | 4  | 1 | 0 | 3 | 3  | 18 | -15 | 3   |
| Zuid-Afrika | 4  | 0 | 0 | 4 | 5  | 17 | -12 | 0   |

| 9 juli 2017 16:00 |           |        |                                                               |
| België            | 10–0      | Egypte | Scheidsrechters: Gareth Greenfield (NZL) Gabriel Labate (ARG) |
|                   | (verslag) |        | Scheidsrechters: Gareth Greenfield (NZL) Gabriel Labate (ARG) |

| 9 juli 2017 18:00 |           |         |                                                         |
| Zuid-Afrika       | 0–2       | Ierland | Scheidsrechters: Roel van Eert (NED) Dave Dowdall (ENG) |
|                   | (verslag) |         | Scheidsrechters: Roel van Eert (NED) Dave Dowdall (ENG) |

| 11 juli 2017 12:00 |           |        |                                                              |
| Duitsland          | 5–0       | Egypte | Scheidsrechters: Roel van Eert (NED) Sebastien Duterme (BEL) |
|                    | (verslag) |        | Scheidsrechters: Roel van Eert (NED) Sebastien Duterme (BEL) |

| 11 juli 2017 18:00 |           |         |                                                         |
| België             | 6–2       | Ierland | Scheidsrechters: Raghu Prasad (IND) Grant Hundley (USA) |
|                    | (verslag) |         | Scheidsrechters: Raghu Prasad (IND) Grant Hundley (USA) |

| 13 juli 2017 12:00 |           |        |                                                          |
| Ierland            | 2–1       | Egypte | Scheidsrechters: Peter Wright (RSA) Gabriel Labate (ARG) |
|                    | (verslag) |        | Scheidsrechters: Peter Wright (RSA) Gabriel Labate (ARG) |

| 13 juli 2017 18:00 |           |           |                                                         |
| Zuid-Afrika        | 3–4       | Duitsland | Scheidsrechters: Haider Rasool (PAK) Dave Dowdall (ENG) |
|                    | (verslag) |           | Scheidsrechters: Haider Rasool (PAK) Dave Dowdall (ENG) |

| 15 juli 2017 16:00 |           |             |                                                              |
| Egypte             | 2–1       | Zuid-Afrika | Scheidsrechters: Roel van Eert (NED) Gareth Greenfield (NZL) |
|                    | (verslag) |             | Scheidsrechters: Roel van Eert (NED) Gareth Greenfield (NZL) |

| 15 juli 2017 18:00 |           |           |                                                       |
| België             | 2–3       | Duitsland | Scheidsrechters: John Wright (RSA) Raghu Prasad (IND) |
|                    | (verslag) |           | Scheidsrechters: John Wright (RSA) Raghu Prasad (IND) |

| 17 juli 2017 16:00 |           |         |                                                             |
| Duitsland          | 2–0       | Ierland | Scheidsrechters: Peter Wright (RSA) Sebastien Duterme (BEL) |
|                    | (verslag) |         | Scheidsrechters: Peter Wright (RSA) Sebastien Duterme (BEL) |

| 17 juli 2017 18:00 |           |        |                                                           |
| Zuid-Afrika        | 1–9       | België | Scheidsrechters: Haider Rasool (PAK) Gabriel Labate (ARG) |
|                    | (verslag) |        | Scheidsrechters: Haider Rasool (PAK) Gabriel Labate (ARG) |

### Kwartfinales
| 19 juli 2017 11:15 |           |        |                                                              |
| Australië          | 4–0       | Egypte | Scheidsrechters: Grant Hundley (USA) Sebastien Duterme (BEL) |
|                    | (verslag) |        | Scheidsrechters: Grant Hundley (USA) Sebastien Duterme (BEL) |

| 19 juli 2017 13:30 |           |         |                                                              |
| Spanje             | 2–1       | Ierland | Scheidsrechters: Roel van Eert (NED) Gareth Greenfield (NZL) |
|                    | (verslag) |         | Scheidsrechters: Roel van Eert (NED) Gareth Greenfield (NZL) |

| 19 juli 2017 15:45 |           |           |                                                       |
| Duitsland          | 4–1       | Frankrijk | Scheidsrechters: John Wright (RSA) Dave Dowdall (ENG) |
|                    | (verslag) |           | Scheidsrechters: John Wright (RSA) Dave Dowdall (ENG) |

| 19 juli 2017 18:00 |           |               |                                                        |
| België             | 2–0       | Nieuw-Zeeland | Scheidsrechters: Peter Wright (RSA) Raghu Prasad (IND) |
|                    | (verslag) |               | Scheidsrechters: Peter Wright (RSA) Raghu Prasad (IND) |

### Kruisingswedstrijden
Om plaatsen 5-8
| 21 juli 2017 12:15 |           |               |                                                         |
| Egypte             | 0–2       | Nieuw-Zeeland | Scheidsrechters: Haider Rasool (PAK) Dave Dowdell (ENG) |
|                    | (verslag) |               | Scheidsrechters: Haider Rasool (PAK) Dave Dowdell (ENG) |

| 21 juli 2017 14:30 |                         |           |                                                        |
| Ierland            | 1–1 (4-3 na shoot-outs) | Frankrijk | Scheidsrechters: Peter Wright (RSA) Raghu Prasad (IND) |
|                    | (verslag)               |           | Scheidsrechters: Peter Wright (RSA) Raghu Prasad (IND) |

Halve finales
| 21 juli 2017 15:45 |                         |           |                                                              |
| Spanje             | 1–1 (3-4 na shoot-outs) | Duitsland | Scheidsrechters: Roel van Eert (NED) Sebastien Duterme (BEL) |
|                    | (verslag)               |           | Scheidsrechters: Roel van Eert (NED) Sebastien Duterme (BEL) |

| 21 juli 2017 18:00 |           |        |                                                            |
| Australië          | 1–2       | België | Scheidsrechters: John Wright (RSA) Gareth Greenfield (NZL) |
|                    | (verslag) |        | Scheidsrechters: John Wright (RSA) Gareth Greenfield (NZL) |

### Plaatsingswedstrijden
Om de 9e/10e plaats
| 21 juli 2017 10:00 |           |             |                                                           |
| Japan              | 2–4       | Zuid-Afrika | Scheidsrechters: Grant Hundley (USA) Gabriel Labate (ARG) |
|                    | (verslag) |             | Scheidsrechters: Grant Hundley (USA) Gabriel Labate (ARG) |

Om de 7e/8e plaats
| 22 juli 2017 15:45 |           |           |                                                              |
| Egypte             | 0–3       | Frankrijk | Scheidsrechters: Roel van Eert (NED) Gareth Greenfield (NZL) |
|                    | (verslag) |           | Scheidsrechters: Roel van Eert (NED) Gareth Greenfield (NZL) |

Om de 5e/6e plaats
| 22 juli 2017 18:00 |           |         |                                                               |
| Nieuw-Zeeland      | 0–1       | Ierland | Scheidsrechters: Sebastien Duterme (BEL) Gabriel Labate (ARG) |
|                    | (verslag) |         | Scheidsrechters: Sebastien Duterme (BEL) Gabriel Labate (ARG) |

Om de 3e/4e plaats
| 23 juli 2017 13:15 |           |        |                                                        |
| Australië          | 8–1       | Spanje | Scheidsrechters: Raghu Prasad (IND) Dave Dowdall (ENG) |
|                    | (verslag) |        | Scheidsrechters: Raghu Prasad (IND) Dave Dowdall (ENG) |

Finale
| 23 juli 2017 18:00 |           |           |                                                       |
| België             | 6–1       | Duitsland | Scheidsrechters: John Wright (RSA) Peter Wright (RSA) |
|                    | (verslag) |           | Scheidsrechters: John Wright (RSA) Peter Wright (RSA) |

## Plaatsing voor de finale en het wereldkampioenschap
Voor de finale van de World League is gastland India automatisch geplaatst. De overige zeven plaatsen gingen naar de top drie van elk toernooi en de beste nummer vier. Wie het beste is, is het hoger geplaatste land op de wereldranglijst die direct na de halve finales zou worden opgesteld. Hierbij  bleek Spanje (9) beter te scoren dan Maleisie (12).
Voor de wereldkampioenschappen plaatsen zich de vijf continentale kampioenen en gastland India. De overige tien (elf indien India Aziatisch kampioen wordt) wk-tickets worden tijdens deze halve finale verdeeld.
De tickets gaan naar de tien (of elf) landen die in deze halve finale het hoogst zijn geëindigd en in 2017 geen continentaal kampioen zijn geworden of gastland zijn. Dat betekent dat sowieso de beste vijf landen uit elk toernooi zeker zijn van de Olympische Spelen. Landen die daar net achter eindigen kunnen ook naar de Spelen als er voldoende tickets vrij komen. Zo werd Nederland later dat jaar Europees kampioen waardoor er een ticket vrijkwam voor het land dat zesde is geworden. Indien twee landen in aanmerking komen die zesde zijn geworden, gaat het ticket naar het land dat het hoogst staat op de wereldranglijst direct na afloop van beide halve finales. Als alle landen die zesde zijn geëindigd een ticket hebben, gaat het eerstvolgende ticket dat vrijkomt, dan naar het beste land dat zevende is geworden, et cetera.
In de onderstaande tabel wordt van beide halve finaletoernooien de eindstand gegeven en welke landen zich op basis waarvan plaatsten voor het wereldkampioenschap.
| Rang | Londen      | Johannesburg  |
| ---- | ----------- | ------------- |
| 1    | Nederland*  | België*       |
| 2    | Argentinië* | Duitsland*    |
| 3    | Engeland*   | Australië*    |
| 4    | Maleisië    | Spanje*       |
| 5    | Canada      | Ierland       |
| 6    | India       | Nieuw-Zeeland |
| 7    | Pakistan    | Frankrijk     |
| 8    | China       | Egypte        |
| 9    | Zuid-Korea  | Zuid-Afrika   |
| 10   | Schotland   | Japan         |

* Gekwalificeerd voor de finale van de World Hockey League
Gekwalificeerd voor het wereldkampioenschap:
    als gastland (tevens continentaal kampioen)
    als continentaal kampioen
    via de Hockey World League